# Runo Lette

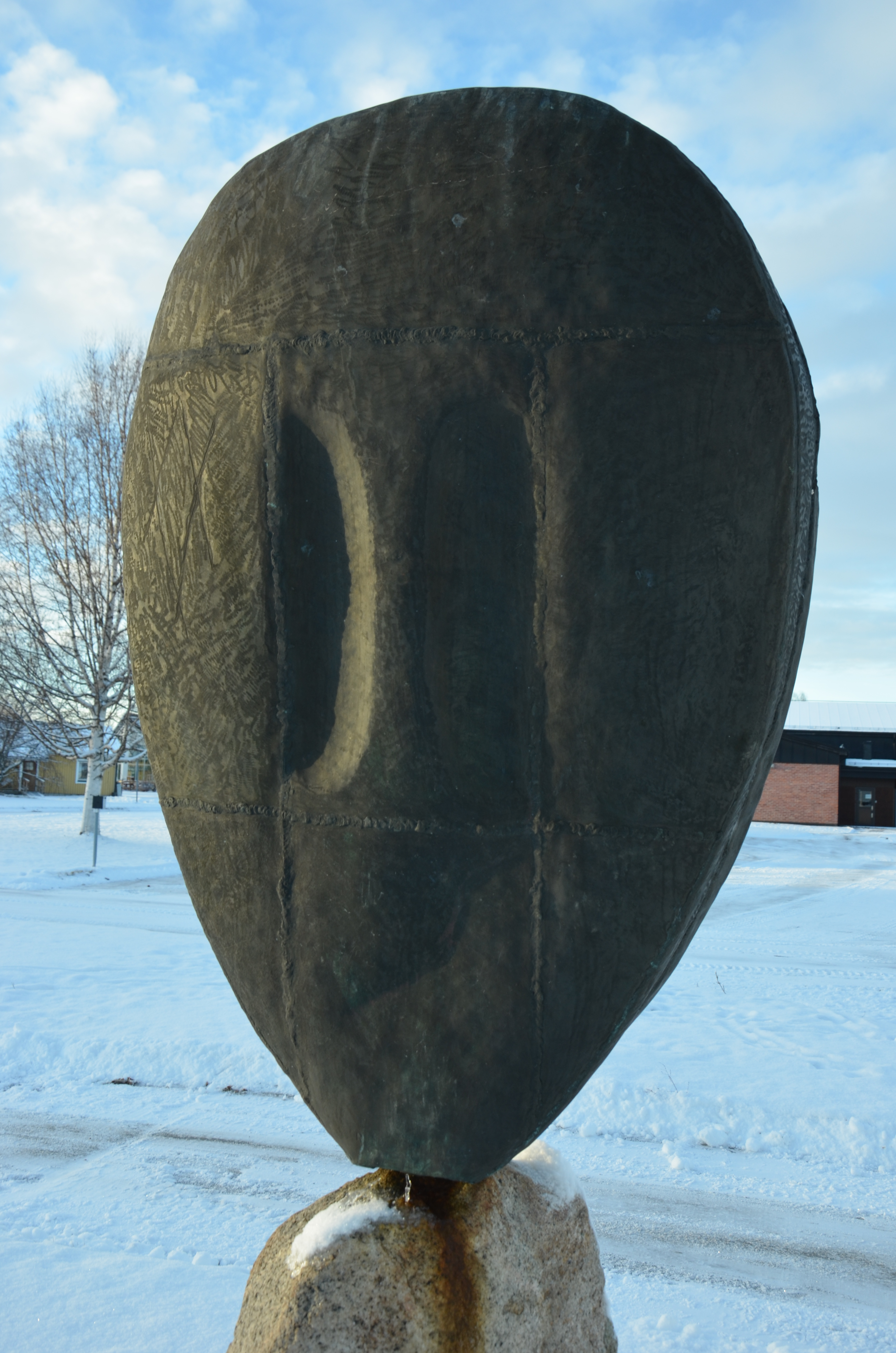
Spåtrummans tecken i Vuollerim.
(Baksida. Titelns "tecken" är på andra sidan av skulpturen.)

Runo Vilhelm Lette Johansson, född 11 november 1908 i Stockholm, död 12 december 1981 i Avesta, var en svensk skulptör.
Runo Lette utbildade sig i skulptur på Kungliga Akademien för de fria konsterna i Stockholm 1933–1938. Han livslånga intresse för samerna gjorde att han arbetade som illustratör åt Ernst Manker på Nordiska Museet och reste runt i Lappland på 1940-talet och dokumenterade samernas liv och slöjd. Han var under åren 1948–1952 sameslöjdskonsulent i Jokkmokk vid Samernas folkhögskola och utkom 1968 med Mönsterbok i Samisk slöjd. 
Han var gift med Märtha Lette (1909–1992), textilkonstnär med finnväv som specialitet.

## Offentliga verk i urval
- Timmerflottaren, 1954, brons, torget i Jokkmokk
- Anna Karin, brons i Danderyd (stulen 2003, återfunnen 2008)
- Spåtrummans tecken, 1964, koppar, utanför Vattenfalls kontor i Vuollerim
- Smederna, rostfritt stål, Kungsgatan i Avesta
- Elie himmelsfärd (inspirerad av Erik Axel Karlfeldts dikt med samma namn), 1970, koppar på rostfritt stål, Avesta[1]
- Samhällsbyggarna, 1970, rostfritt stål i Västerfärnebo
- Hasselforssmederna, 1965, rostfritt stål, Bruksparken i Hasselfors[2]
- Porträtt av Nils Nilsson Skum, Anta Pirak och Gruvvisare i brons på Nordiska museet

## Fotogalleri

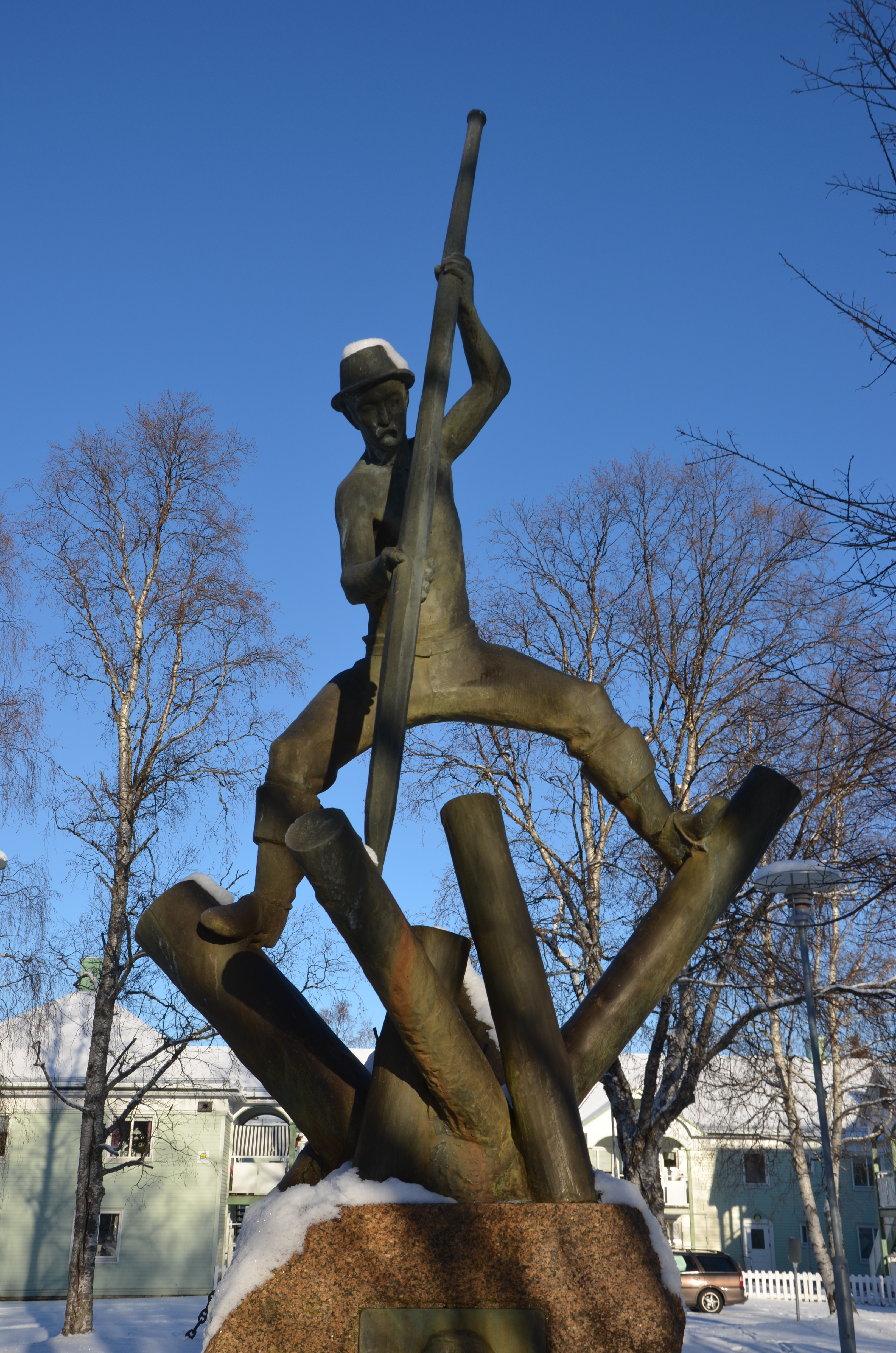
Timmerflottaren i Jokkmokk
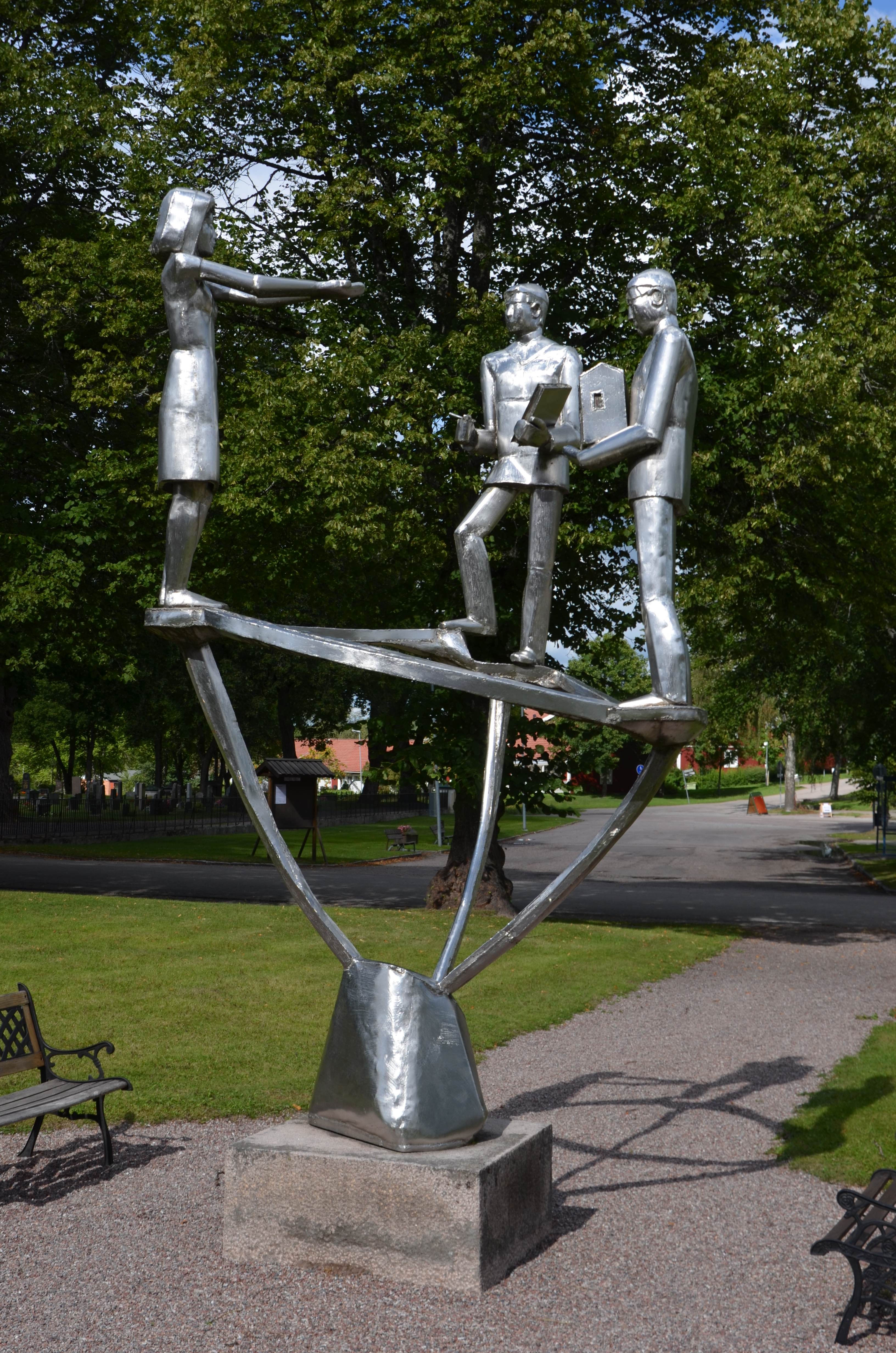
Samhällsbyggarna i Västerfärnebo
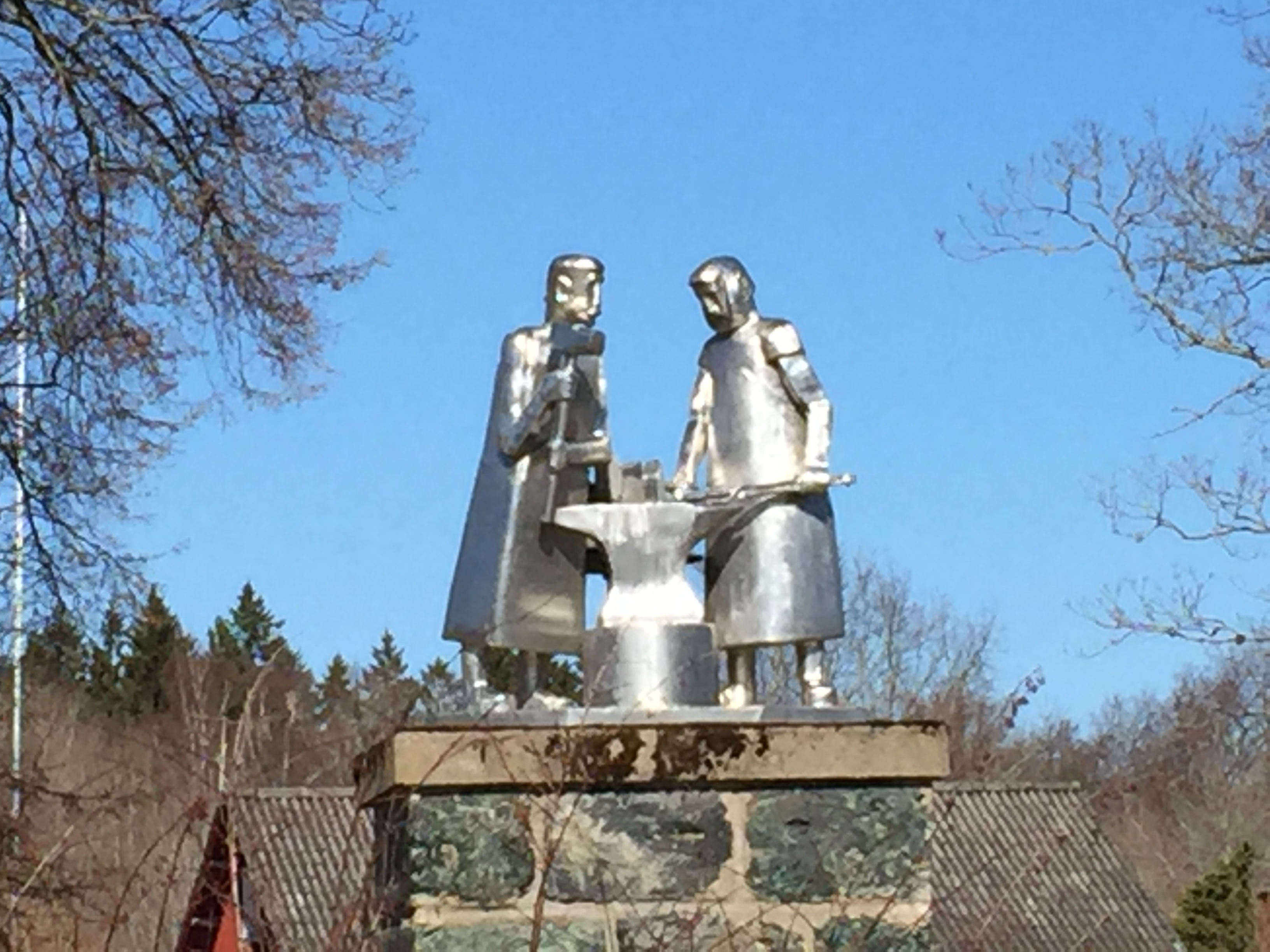
Smederna i Hasselfors